# Helina conica
Helina conica este o specie de muște din genul Helina, familia Muscidae. A fost descrisă pentru prima dată de Stein în anul 1920. Conform Catalogue of Life specia Helina conica nu are subspecii cunoscute.